# Quận Hughes, South Dakota
Quận Hughes là một quận thuộc tiểu bang Nam Dakota, Hoa Kỳ. Quận lỵ đóng ở , Nam Dakota6. Quận được đặt tên theo. Dân số theo điều tra năm 2020 của Cục điều tra dân số Hoa Kỳ là 17.765 người.

## Địa lý
Theo Cục điều tra dân số Hoa Kỳ, quận này có diện tích 2.070 km2, trong đó có 150 km² là diện tích nước.